# ダービク (機関誌)
ダービク（英語: Dabiq アラビア語: دابق 翻字: Dābiq）は、イスラム過激派組織「イスラム国」がインターネット上で発行していたPDF仕様の機関誌。欧米から義勇兵を募るため、主に英語版が広く流布されており、精巧に編集された画像や、戦闘参加への意欲を鼓舞する文言など多くのプロパガンダ要素を含んでいる。

## 概要
初版である第1号は、英語を含む複数の異なる言語で2014年7月（ヒジュラ暦1435年第9月）に発刊された。機関誌の名称である「ダービク」については、シリア北部にある町ダービクの町名から採ったとし「ダービクは、イスラム教徒とキリスト教徒の軍隊がそれぞれ最終直面することになる場所である」としている。
2016年、トルコが支援する自由シリア軍によるダービク陥落が近づいたのを受け、同年7月31日に発行した第15号が最終号になった。そしてISISは9月に新たな目標であるローマを意味する「ルミヤ」を新たに発行し、2019年現在10号が発行されている。

## 言及

### 日本
第7号において、巻頭2ページを割いて「FOREWORD（前書き）」と題し、日本についてアフガニスタン紛争（2001年）まで遡り、以下（翻訳文）のように言及している。
また、第11号において「イスラム国を敵対視する十字軍連合」として、日本を含む60以上の国や機関などを列挙した上で、インドネシア、マレーシア、ボスニア・ヘルツェゴビナにある日本の在外公館に対し攻撃を行うよう呼び掛けた。これは、イラクやシリアにあるイスラム国の支配地域に行くことができない支持者に向けて、これらの国や機関の具体的な攻撃対象を挙げ「近くにいる敵に聖戦を行わなければならない」などと呼び掛けている。なお、名指しされた在インドネシアの日本大使館は「内容は承知している。これまで講じてきたテロ対策を続けていく」とし、岸田文雄外務大臣は「（名指しされた）3公館のみならず、全在外公館に対して注意喚起を行い、更なる警備強化を指示した」「警備や安全に万全を期していきたい」と述べた。

### ユダヤ食品店人質事件
ユダヤ食品店人質事件の実行犯アメディ・クリバリ（死亡）の内縁の妻だったハヤト・ブーメディエンヌ容疑者の話として、「アッラーの法によって統治される土地に住むのは良いことだ」とし「この任務を完遂した私は安堵している」と、第7号において述べている。同号の表紙にはエッフェル塔の写真があり、英語版には「私はシャルリー（フランス語: Je suis Charlie）」というプラカードを手にした2人のイスラム教徒の写真が掲載されている他、1ページがインタビュー記事に、4ページが実行犯のクリバリについて割かれている。ただし同誌には、ブーメディエンヌ容疑者が生きていることを確認できる写真などはなく、インタビューが本物であることを示す証拠も記されていない。同インタビュー記事では、欧米に在住している女性イスラム教徒に対し、イスラム国への参加と、戦闘員である夫の従順なパートナーとなるよう呼び掛けている。ブーメディエンヌ容疑者は、シャルリー・エブド襲撃事件に先立ちフランスを出国、トルコ経由でシリアに入ったとされる。

### 欧州難民危機
2015年の欧州難民危機について、イスラム国の支配地域から逃れることは「罪である」とした上で、欧州への移住は「子供たちを不貞行為や麻薬、アルコールなどの脅威にさらす行為だ」と非難した。

### 人質の売り出し
第11号の巻末2ページにおいて、身代金を要求する文言とともに「FOR SALE（売り出し中）」という広告のような体裁で、ノルウェー人と中国人とされる男性2人が、黄色いつなぎ姿で複数の角度から撮影された画像が掲載されている。2人は氏名と識別番号が書かれた札を付けられている様子で、それぞれの職業と出生地、生年月日、自宅の住所とされる情報も記載されている他、ページの下部には、イラク国内の電話番号が書かれており、「期間限定」との注意書きも記載されている。
これを受け、中国外務省の洪磊副報道局長は、9月10日の定例会見で「現在確認中だ」と述べ「中国政府は、罪の無い一般の人へのいかなる暴力行為にも断固反対する」とした。ノルウェーのエルナ・ソルベルグ首相も同日に声明を発表し、自国民が1月末にシリアで別のグループに誘拐され、これまでに何度か多額の身代金を要求されていたことを認めた上で「救出は非常に難しいが、我々はテロリストに屈せず、身代金を払うこともない」とした。理由として「身代金を支払えば、ノルウェー国民が人質に取られる危険が増す」としている。
2015年11月18日の第12号において、2人の人質が既に殺害されたことが明らかにされた。

## 一覧
| 号 | 題                                                                                               | 出版時期                     |
| -- | ------------------------------------------------------------------------------------------------ | ---------------------------- |
| 1  | The Return of Khilafah（ハリーファの復活）                                                       | 1435年ラマダーン             |
| 2  | The Flood（洪水）                                                                                | 1435年ラマダーン             |
| 3  | A Call to Hijrah（移住への呼び掛け）                                                             | 1435年シャッワール           |
| 4  | The Failed Crusade（十字軍の失敗）                                                               | 1435年ズルヒッジャ           |
| 5  | Remaining and Expanding（存続し拡大する）                                                        | 1436年ムハッラム             |
| 6  | Al Qa'idah of Waziristan: A Testimony from Within（ワジリスタンのアルカイダ：とある内部証言）    | 1436年ラビー・ウル・アッワル |
| 7  | From Hypocrisy to Apostasy: The Extinction of the Grayzone（偽善から背教へ：グレーゾーンの消失） | 1436年ラビー・ウッサーニ     |
| 8  | Shari'ah Alone Will Rule Africa（シャリーアのみがアフリカを支配する）                            | 1436年ジュマダッサーニ       |
| 9  | They Plot and Allah Plots（彼等の謀略とアッラーの構想）                                          | 1436年シャバーン             |
| 10 | The Law of Allah or the Laws of Men（アッラーの法か人治か）                                      | 1436年ラマダーン             |
| 11 | From the Battles of Al-Ahzāb to the War of Coalitions（部族連合の争いから有志連合との戦争へ）    | 1436年ズルカーダ             |
| 12 | Just Terror（正義のテロ）                                                                        | 1437年サファル               |
| 13 | The Rafidah from Ibn Saba' to the Dajjal（イブン・サバ以来のラフィダから偽預言者へ）             | 1437年ラビー・ウッサーニ     |
| 14 | The Murtadd Brotherhood（背教者の同胞団）                                                        | 1437年ラジャブ               |
| 15 | Break the Cross（十字架を破け）                                                                  | 1437年シャッワール           |